# Albi a striscia di Zagor
La prima edizione delle storie di Zagor venne pubblicata dalle Edizioni Araldo nel formato a strisce nella Collana Lampo dal 1961 al 1970. La collana comprende 4 serie per complessivi 239 albi; le copertine vennero disegnate da Gallieno Ferri, tranne due disegnate da Raffaele Cormio. Con le rese di questa collana venne realizzata una serie di raccolte, note come raccoltine, della quale vennero pubblicati 35 numeri. Le dimensioni delle strisce erano di 16,3 x 7,8 cm, ma ne sono anche state stampate con dimensioni diverse; anche il numero delle pagine è variabile. Il prezzo delle strisce era di 50 lire, mentre per le raccoltine era di 120 lire. Fino al 2018, quando ne venne pubblicata una nuova serie nella Collana Darkwood, fu l'ultima collana a strisce pubblicata dalla Sergio Bonelli Editore.

## Collana Lampo

### Prima serie
| Nr. | Titolo                    | Data di Pubblicazione | Ristampato in Zenith Gigante |
| --- | ------------------------- | --------------------- | ---------------------------- |
| 1   | La foresta degli agguati  | 15 giugno 1961        | n. 52                        |
| 2   | La cattura di Zagor       | 30 giugno 1961        |                              |
| 3   | La roccia sul fiume       | 15 luglio 1961        |                              |
| 4   | Beffa alla morte          | 30 luglio 1961        |                              |
| 5   | Tradimento!               | 15 agosto 1961        |                              |
| 6   | Il totem scomparso        | 30 agosto 1961        |                              |
| 7   | La morte invisibile       | 15 settembre 1961     |                              |
| 8   | Terrore!                  | 30 settembre 1961     |                              |
| 9   | L'uomo volante            | 15 ottobre 1961       |                              |
| 10  | Acque pericolose          | 30 ottobre 1961       |                              |
| 11  | Zagor in pericolo         | 15 novembre 1961      |                              |
| 12  | Lotta sul fiume           | 30 novembre 1961      |                              |
| 13  | Segnali sui monti         | 15 dicembre 1961      |                              |
| 14  | La valle proibita         | 30 dicembre 1961      |                              |
| 15  | L'oro del fiume           | 15 gennaio 1962       |                              |
| 16  | La grande pianura         | 21 gennaio 1962       |                              |
| 17  | Corvo Giallo              | 4 febbraio 1962       |                              |
| 18  | La folle cavalcata        | 18 febbraio 1962      |                              |
| 19  | Zagor contro Zagor        | 4 marzo 1962          |                              |
| 20  | I due sosia               | 18 marzo 1962         |                              |
| 21  | Una scelta imbarazzante   | 1º aprile 1962        |                              |
| 22  | L'impronta misteriosa     | 15 aprile 1962        |                              |
| 23  | Il domatore di orsi       | 29 aprile 1962        |                              |
| 24  | La scomparsa di Cico      | 13 maggio 1962        |                              |
| 25  | Gli schiavi della miniera | 27 maggio 1962        |                              |
| 26  | Acqua alla gola!          | 10 giugno 1962        |                              |
| 27  | La lancia spezzata        | 24 giugno 1962        |                              |
| 28  | Scontro nella foresta     | 8 luglio 1962         |                              |
| 29  | La caduta di Forte Henry  | 22 luglio 1962        |                              |
| 30  | Tamburi minacciosi        | 5 agosto 1962         |                              |
| 31  | Il Popolo della Palude    | 19 agosto 1962        |                              |
| 32  | Le Colline Fumanti        | 2 settembre 1962      |                              |
| 33  | Un salto nel passato      | 16 settembre 1962     |                              |
| 34  | La fine dei Condé         | 30 settembre 1962     |                              |
| 35  | L'idolo Oneida            | 14 ottobre 1962       |                              |
| 36  | L'orso giustiziere        | 28 ottobre 1962       |                              |
| 37  | I predoni del Big River   | 11 novembre 1962      |                              |
| 38  | La vendetta di Zagor      | 25 novembre 1962      |                              |

### Seconda serie
| Nr. | Titolo                      | Data di Pubblicazione |
| --- | --------------------------- | --------------------- |
| 1   | I rinnegati                 | 9 dicembre 1962       |
| 2   | Scontro a Toledo            | 23 dicembre 1962      |
| 3   | Un tiro mancino             | 6 gennaio 1963        |
| 4   | La legge rossa              | 20 gennaio 1963       |
| 5   | La strega della Palude Nera | 3 febbraio 1963       |
| 6   | La fine di Dark             | 17 febbraio 1963      |
| 7   | Nel covo di Yaska           | 3 marzo 1963          |
| 8   | L'ultima profezia           | 17 marzo 1963         |
| 9   | Il Piccolo Popolo           | 31 marzo 1963         |
| 10  | Agguato alle rapide         | 14 aprile 1963        |
| 11  | La danza della scure        | 28 aprile 1963        |
| 12  | I demoni della boscaglia    | 12 maggio 1963        |
| 13  | Tragedia nella palude       | 26 maggio 1963        |
| 14  | Scure Rossa                 | 9 giugno 1963         |
| 15  | Big Jim il mercante         | 23 giugno 1963        |
| 16  | L'uragano                   | 7 luglio 1963         |
| 17  | L'isola della paura         | 21 luglio 1963        |
| 18  | Il mostro di acciaio        | 4 agosto 1963         |
| 19  | Sulle orme di "Titan"       | 18 agosto 1963        |
| 20  | La Locanda del Lupo         | 2 settembre 1963      |
| 21  | Il cervo sacro              | 16 settembre 1963     |
| 22  | Lo stregone                 | 30 settembre 1963     |
| 23  | L'antro della morte         | 14 ottobre 1963       |
| 24  | Le rapide di Kitokawa       | 28 ottobre 1963       |
| 25  | Terrore nella valle         | 10 novembre 1963      |
| 26  | L'Abisso Verde              | 25 novembre 1963      |
| 27  | Il messaggio tragico        | 9 dicembre 1963       |
| 28  | La vendetta dello stregone  | 23 dicembre 1963      |
| 29  | La palude tragica           | 7 gennaio 1964        |
| 30  | Il mistero del mulino       | 21 gennaio 1964       |
| 31  | "Timber" Bill               | 4 febbraio 1964       |
| 32  | Terrore!                    | 4 febbraio 1964       |
| 33  | I mercanti di schiavi       | 3 marzo 1964          |
| 34  | Lo squadrone fantasma       | 17 marzo 1964         |
| 35  | Iron-Man                    | 31 marzo 1964         |
| 36  | La sconfitta di Zagor       | 14 aprile 1964        |
| 37  | Il torneo di Darkwood       | 28 aprile 1964        |
| 38  | Colpo di scena              | 12 maggio 1964        |

### Terza serie
| Nr. | Titolo                       | Data di Pubblicazione |
| --- | ---------------------------- | --------------------- |
| 1   | Gentiluomo... ma non troppo! | 26 maggio 1964        |
| 2   | La furia di Zagor            | 9 giugno 1964         |
| 3   | I due traditori              | 23 giugno 1964        |
| 4   | La capanna sul fiume         | 7 luglio 1964         |
| 5   | La Porta della Paura         | 21 luglio 1964        |
| 6   | I padroni del fuoco          | 4 agosto 1964         |
| 7   | Missione speciale            | 18 agosto 1964        |
| 8   | Condanna a morte             | 1º settembre 1964     |
| 9   | La pista dei bisonti         | 15 settembre 1964     |
| 10  | I predoni della montagna     | 29 settembre 1964     |
| 11  | L'ultimo agguato             | 13 ottobre 1964       |
| 12  | Un nido di vipere            | 27 ottobre 1964       |
| 13  | Il nemico misterioso         | 10 novembre 1964      |
| 14  | Ombre!                       | 24 novembre 1964      |
| 15  | La capanna sulla scogliera   | 8 dicembre 1964       |
| 16  | Il mare bianco               | 22 dicembre 1964      |
| 17  | Un tragico patto             | 5 gennaio 1965        |
| 18  | Tamburi minacciosi           | 19 gennaio 1965       |
| 19  | Notte d'angoscia             | 2 febbraio 1965       |
| 20  | Territorio indiano           | 16 febbraio 1965      |
| 21  | Un agguato misterioso        | 2 marzo 1965          |
| 22  | Insidia sul fiume            | 16 marzo 1965         |
| 23  | Sfida al tramonto            | 30 marzo 1965         |
| 24  | Una tragica missione         | 14 aprile 1965        |
| 25  | Condannato!                  | 28 aprile 1965        |
| 26  | L'Inferno dei Vivi           | 12 maggio 1965        |
| 27  | La grande paura              | 26 maggio 1965        |
| 28  | Giustizia!                   | 9 giugno 1965         |
| 29  | Lo stregone scomparso        | 23 giugno 1965        |
| 30  | La furia di Zagor            | 7 luglio 1965         |
| 31  | Lo spirito del lago          | 21 luglio 1965        |
| 32  | Agguato!                     | 6 agosto 1965         |
| 33  | Ombre nella notte            | 20 agosto 1965        |
| 34  | Fantasmi nel deserto         | 3 settembre 1965      |
| 35  | Gli adoratori del Sole       | 17 settembre 1965     |
| 36  | Vendetta                     | 1º ottobre 1965       |
| 37  | Il Colle dei Gufi            | 15 ottobre 1965       |
| 38  | La legge dei Clinton         | 29 ottobre 1965       |
| 39  | L'Avvoltoio                  | 12 novembre 1965      |
| 40  | La trappola                  | 26 novembre 1965      |
| 41  | La lunga notte               | 10 dicembre 1965      |
| 42  | Il ricatto                   | 24 dicembre 1965      |
| 43  | Allarme a Darkwood           | 7 gennaio 1966        |
| 44  | Caccia tragica               | 21 gennaio 1966       |
| 45  | Il grande fiume              | 4 febbraio 1966       |
| 46  | Il forte abbandonato         | 16 febbraio 1966      |
| 47  | Le jene del mare             | 2 marzo 1966          |
| 48  | Atroce condanna!             | 16 marzo 1966         |
| 49  | La fuga                      | 30 marzo 1966         |
| 50  | Corte marziale               | 13 aprile 1966        |
| 51  | Caccia al ladro              | 27 aprile 1966        |
| 52  | La traccia                   | 11 maggio 1966        |
| 53  | Missione fallita             | 25 maggio 1966        |
| 54  | Il gigante ribelle           | 8 giugno 1966         |
| 55  | Il nemico nell'ombra         | 22 giugno 1966        |
| 56  | Il messaggio                 | 6 luglio 1966         |
| 57  | Sfida allo spazio            | 20 luglio 1966        |
| 58  | La casa nel cielo            | 3 agosto 1966         |
| 59  | Zagor attacca!               | 17 agosto 1966        |
| 60  | Il totem infranto            | 31 agosto 1966        |
| 61  | Follia                       | 14 settembre 1966     |
| 62  | Clark-City                   | 28 settembre 1966     |
| 63  | La sfida!                    | 12 ottobre 1966       |
| 64  | Il codardo                   | 26 ottobre 1966       |
| 65  | Trappers                     | 9 novembre 1966       |
| 66  | I cacciatori di uomini       | 23 novembre 1966      |
| 67  | La preda umana               | 7 dicembre 1966       |
| 68  | Senza tregua                 | 21 dicembre 1966      |
| 69  | Il fuggitivo                 | 4 gennaio 1967        |

### Quarta serie
| Nr. | Titolo                      | Data di Pubblicazione |
| --- | --------------------------- | --------------------- |
| 1   | Violenza a Darkwood         | 18 gennaio 1967       |
| 2   | Un barbaro duello           | 1º febbraio 1967      |
| 3   | I Lupi Neri                 | 15 febbraio 1967      |
| 4   | Guerra!                     | 1º marzo 1967         |
| 5   | Gli implacabili!            | 15 marzo 1967         |
| 6   | L'ultimo assalto            | 29 marzo 1967         |
| 7   | Il fuggiasco                | 12 aprile 1967        |
| 8   | Il villaggio della paura    | 26 aprile 1967        |
| 9   | Windy Cliff!                | 10 maggio 1967        |
| 10  | La casa del terrore         | 24 maggio 1967        |
| 11  | Il mistero svelato!         | 7 giugno 1967         |
| 12  | Fiamme nella notte          | 21 giugno 1967        |
| 13  | Una giornata nera           | 5 luglio 1967         |
| 14  | Gli sciacalli della foresta | 19 luglio 1967        |
| 15  | Un difficile avversario     | 2 agosto 1967         |
| 16  | I ricattatori               | 16 agosto 1967        |
| 17  | Giorni di angoscia          | 30 agosto 1967        |
| 18  | Zagor va in città!          | 13 settembre 1967     |
| 19  | Contro la legge             | 27 settembre 1967     |
| 20  | Un prezioso alleato         | 11 ottobre 1967       |
| 21  | Notte violenta              | 25 ottobre 1967       |
| 22  | Solo contro tutti           | 8 novembre 1967       |
| 23  | L'ultima sfida              | 22 novembre 1967      |
| 24  | Addio, Chicago              | 6 dicembre 1967       |
| 25  | I disertori                 | 20 dicembre 1967      |
| 26  | Un soldato ribelle          | 3 gennaio 1968        |
| 27  | L'Avamposto senza Nome      | 17 gennaio 1968       |
| 28  | Prigioniero!                | 5 febbraio 1968       |
| 29  | Il V° Fanteria attacca!     | 20 febbraio 1968      |
| 30  | La Strega Rossa             | 5 marzo 1968          |
| 31  | La legge del mare           | 25 marzo 1968         |
| 32  | Rotta sud-est               | 10 aprile 1968        |
| 33  | L'idolo tragico             | 25 aprile 1968        |
| 34  | Il mostro della laguna      | 10 maggio 1968        |
| 35  | Senza pietà                 | 25 maggio 1968        |
| 36  | Il naufragio                | 10 giugno 1968        |
| 37  | Una avventura in Florida    | 25 giugno 1968        |
| 38  | Seminoles!                  | 10 luglio 1968        |
| 39  | Il fortino nella giungla    | 25 luglio 1968        |
| 40  | Le furie rosse              | 10 agosto 1968        |
| 41  | Il complotto                | 25 agosto 1968        |
| 42  | Zagor non perdona           | 10 settembre 1965     |
| 43  | I vendicatori               | 25 settembre 1968     |
| 44  | Un eroe ritorna             | 10 ottobre 1968       |
| 45  | Satko                       | 25 ottobre 1968       |
| 46  | Uomini disperati            | 10 novembre 1968      |
| 47  | Tragiche maschere           | 25 novembre 1968      |
| 48  | Il volto del nemico         | 10 dicembre 1968      |
| 49  | Un aiuto inatteso           | 25 dicembre 1968      |
| 50  | Belve!                      | 10 gennaio 1969       |
| 51  | Ombre nella notte           | 25 gennaio 1969       |
| 52  | L'uomo lupo                 | 10 febbraio 1969      |
| 53  | Negli artigli del mostro    | 25 febbraio 1969      |
| 54  | Il diario segreto           | 10 marzo 1969         |
| 55  | Plenilunio!                 | 25 marzo 1969         |
| 56  | Gli evasi                   | 10 aprile 1969        |
| 57  | Il palo della tortura       | 25 aprile 1969        |
| 58  | Morte sul fiume             | 10 maggio 1969        |
| 59  | Guerra di tribù             | 25 maggio 1969        |
| 60  | Messaggi di morte           | 10 giugno 1969        |
| 61  | Un pugno di smeraldi        | 25 giugno 1969        |
| 62  | Zagor racconta...           | 10 luglio 1969        |
| 63  | Il demone della vendetta    | 25 luglio 1969        |
| 64  | Vento di morte              | 10 agosto 1969        |
| 65  | L'orribile verità           | 25 agosto 1969        |
| 66  | Zagor entra in scena        | 10 settembre 1969     |
| 67  | Il re della foresta         | 25 settembre 1969     |
| 68  | I tre assassini             | 10 ottobre 1969       |
| 69  | Tra i gorghi del fiume      | 25 ottobre 1969       |
| 70  | Il volto della spia         | 10 novembre 1969      |
| 71  | Servizio segreto            | 25 novembre 1969      |
| 72  | L'esercito fantasma         | 10 dicembre 1969      |
| 73  | Il plotone di esecuzione    | 25 dicembre 1969      |
| 74  | Fucilazione!                | 10 gennaio 1970       |
| 75  | All'ultimo sangue           | 25 gennaio 1970       |
| 76  | Senza tregua                | 10 febbraio 1970      |
| 77  | L'ora della giustizia       | 25 febbraio 1970      |
| 78  | Port Whale                  | 10 marzo 1970         |
| 79  | Verso l'ignoto              | 25 marzo 1970         |
| 80  | La vela quadrata            | 10 aprile 1970        |
| 81  | Wineland                    | 25 aprile 1970        |
| 82  | I wikinghi                  | 10 maggio 1970        |
| 83  | Lo schiavo di Guthrum       | 25 maggio 1970        |
| 84  | Ramath, il fachiro          | 10 giugno 1970        |
| 85  | Notte tragica               | 25 giugno 1970        |
| 86  | Uomini coraggiosi           | 10 luglio 1970        |
| 87  | La nave pirata              | 25 luglio 1970        |
| 88  | L'ultima impresa            | 10 agosto 1970        |
| 89  | La belva!                   | 25 agosto 1970        |
| 90  | Il Re delle Aquile          | 10 settembre 1970     |
| 91  | La montagna tragica         | 25 settembre 1970     |
| 92  | Lo spettro!                 | 10 ottobre 1970       |
| 93  | Dietro la maschera          | 25 ottobre 1970       |
| 94  | L'ultimo volo               | 10 novembre 1970      |

## Raccoltine
Le raccolte degli albi a striscia vennero pubblicate come supplemento alla Collana Lampo e non sono datate, probabilmente edite fra il 1962 e il 1965; avevano 192 pagine e 160 dal nº 22 e costavano 120 Lire; ogni raccolta conteneva due strisce; le copertine non sono inedite ma riprendono quelle delle strisce in esse contenute ma spesso impoverite nella colorazione e negli sfondi. A differenza degli albi inediti a strisce, in cui il titolo era a stampa, nelle raccolte il titolo è strillato.
| Nr. | Titolo                     |
| --- | -------------------------- |
| 1   | La foresta degli agguati   |
| 2   | Beffa alla morte           |
| 3   | Tradimento!                |
| 4   | La morte invisibile!       |
| 5   | L'uomo volante             |
| 6   | Zagor in pericolo          |
| 7   | Segnali sui monti          |
| 8   | L'oro del fiume            |
| 9   | Corvo Giallo               |
| 10  | Zagor contro Zagor!        |
| 11  | L'impronta misteriosa      |
| 12  | Il domatore di orsi        |
| 13  | Acqua alla gola!           |
| 14  | La lancia spezzata         |
| 15  | Tamburi minacciosi         |
| 16  | Il Popolo della Palude     |
| 17  | Un salto nel passato       |
| 18  | L'idolo Oneida             |
| 19  | La vendetta di Zagor       |
| 20  | I rinnegati                |
| 21  | La legge rossa             |
| 22  | La fine di Dark            |
| 23  | L'ultima profezia          |
| 24  | Il Piccolo Popolo          |
| 25  | La danza della scure       |
| 26  | Scure Rossa                |
| 27  | L'uragano!                 |
| 28  | Il mostro di acciaio       |
| 29  | Sulle orme di Titan        |
| 30  | Lo stregone                |
| 31  | L'antro della morte        |
| 32  | L'Abisso Verde             |
| 33  | La vendetta dello stregone |
| 34  | Il mistero del mulino      |
| 35  | Timber Bill                |

## Collana Darkwood
A quasi cinquant'anni dalla conclusione della Collana Lampo, nel 2018 la Sergio Bonelli Editore pubblica una mini-serie a striscia di Zagor, denominata Collana Darkwood. È costituita da sei strisce quindicinali contenenti un'unica storia inedita, Il battello dei misteri; la sceneggiatura è di Moreno Burattini, i disegni e le copertine sono di Gianni Sedioli e Marco Verni. Le strisce hanno 66 pagine. 
| Nr. | Titolo                         | Data di pubblicazione |
| --- | ------------------------------ | --------------------- |
| 1   | Il battello dei misteri        | 10 maggio 2018        |
| 2   | Fulton River                   | 24 maggio 2018        |
| 3   | L'agguato degli Huron          | 7 giugno 2018         |
| 4   | Wendat, lo spietato            | 21 giugno 2018        |
| 5   | Il segreto della "River Glory" | 5 luglio 2018         |
| 6   | Atto finale                    | 19 luglio 2018        |

## Collana Scure
A seguito dell'inaspettato successo della Collana Darkwood, Sergio Bonelli Editore presenta a Lucca Comics 2019 una nuova collana a striscia denominata Collana Scure, con copertine di Raffaele Della Monica. 
| Nr. | Titolo                   | Data di pubblicazione |
| --- | ------------------------ | --------------------- |
| 1   | I Monti della Solitudine | 7 novembre 2019       |
| 2   | La carovana scomparsa    | 21 novembre 2019      |
| 3   | Notte di sangue          | 5 dicembre 2019       |
| 4   | Il Piccolo Popolo        | 21 dicembre 2019      |
| 5   | L'arena del sacrificio   | 9 gennaio 2020        |
| 6   | Fuga dall'abisso         | 23 gennaio 2020       |

## Collana Aquila
Nel luglio 2024 esce una terza miniserie a strisce, stavolta di otto albetti, denominata Collana Aquila.
| Nr. | Titolo                       | Data di pubblicazione |
| --- | ---------------------------- | --------------------- |
| 1   | La miniera dell'incubo       | 13 luglio 2024        |
| 2   | Duello tra le fiamme         | 27 luglio 2024        |
| 3   | Nelle viscere della montagna | 3 agosto 2024         |
| 4   | Agguato nel bosco            | 24 agosto 2024        |
| 5   | Il ruggito della bestia      | 14 settembre 2024     |
| 6   | Assedio al villaggio         | 28 settembre 2024     |
| 7   | Sfida sull'abisso            | 12 ottobre 2024       |
| 8   | L'ultima battaglia           | 26 ottobre 2024       |